# Церква Святих Мучеників Бориса і Гліба (Біще)
Церква Святих Мучеників Бориса і Гліба в Біщому — парафія і храм Бережанського благочиння Тернопільської єпархії Православної церкви України в селі Біще Тернопільського району Тернопільської области.
Дерев'яна церква оголошена пам'яткою архітектури місцевого значення.

## Історія церкви
Перед Першою світовою війною в селі Біще було збудовано великий дерев'яний храм, який згорів у 1915 році від артилерійських снарядів. У 1925–1926 роках на його місці спорудили тимчасову дерев'яно-глиняну церкву.
У 1960-ті роки святиню зачинили, а влітку 1983 року зруйнували зсередини. Після цього за кошти парафіян було проведено внутрішній ремонт, а у 1988 році громада домоглася дозволу на її відкриття. У 1989 році на парафію призначили молодого душпастиря М. Михайлюка, який ініціював будівництво нового храму.
16 квітня 1991 року відбулося урочисте закладення першого каменя, яке очолив архієпископ Тернопільський і Бучацький Василій. У будівництві храму брала участь уся громада, а також жертводавці з інших сіл та міст. Значну допомогу надали голова колгоспу Мар'ян Решетник, директор цегельного заводу Іван Степків, директор лісгоспзагу Ярослав Лозинський, а також уродженці села, які проживали в діаспорі. Головний хрест освятили 17 травня 1992 року.
Урочисте відкриття та освячення храму і дзвіниці відбулося 6 серпня 1996 року на свято святих мучеників Бориса і Гліба. Розпис виконали художники Михайло Кузів, Олег Шупляк та Ярослав Макогін. У 2008 році єпископ Тернопільський і Бучацький Нестор освятив розписи.

## Парохи
- о. М. Михайлюк,
- о. Ярослав Панашій (з 5 січня 1991).